# 包赛飞
包赛飞（1989年9月26日—），男，江苏南通人，中国场地自行车运动员。

## 经历
1989年生。由通州体校进入海门市业余体育学校学习，师从自行车队教练朱成武，后入选江苏省队、国家队。2013年在第十二届全运会上获得场地自行车男子争先赛亚军。2014年在第十七届仁川亚运会上获得场地自行车男子个人争先赛季军。
2017年在第十三届全运会上获得男子场地争先赛亚军。